# Ichneumon berninae
Ichneumon berninae är en stekelart som först beskrevs av Heinrich Habermehl 1916.
Ichneumon berninae ingår i släktet Ichneumon och familjen brokparasitsteklar. Utöver nominatformen finns också underarten Ichneumon berninae nigroscutellatus.